# Čeněk Křička
Čeněk Křička (19. února 1858 Libice nad Cidlinou – 14. ledna 1948 Praha) byl český architekt, stavitel a podnikatel. Za svou architektonickou kariéru vypracoval celou řadu novorenesančních, novogotických, později pak secesních funkcionalistických návrhů staveb na území Čech, především pak v Kolíně, Kutné Hoře a okolí. V letech 1902 až 1904 působil jako starosta Kolína.

## Život

### Mládí
Narodil se v Libici nad Cidlinou v Polabí do rodiny sedláka Františka Křičky a jeho manželky Marie, roz. Martínkové. Studoval reálku v Kutné Hoře, následně studoval architekturu na pražské polytechnice u profesora Josefa Schulze, po dobu dalších zhruba pěti let sbíral praktické zkušenosti během studijního pobytu v Itálii. Byl evangelíkem.

### Kariéra
Roku 1890 se Křička přistěhoval do Kolína, začal zde pracoval, veřejně působit i podnikat. Zde také zpracoval své první samostatné návrhy. Založil zde roku 1894 založil Továrnu na kávovinové náhražky, vyrábějící mj. tzv. cikorku, továrnu na vozy a později také Kolínskou rafinérii petroleje. Roku 1896 se stal členem městské rady a v letech 1902 až 1904 vykonával dva roky funkci starosty Kolína. V letech 1897 až 1902 si v Kolíně postavil vlastní vilu. Poté z funkce odstoupil, aby se mohl naplno věnovat stavební činnosti. Dlouhodobě spolupracoval s architektem a stavitelem Karlem Pokorným z nedalekých Zásmuk. Téhož roku odcestoval do Spojených států amerických, kde v Chicagu, městě s velkou českou komunitou, studoval technologii výškových staveb.
Nadále navrhoval stavby především v okolí Kolína, Kutné Hory, ale také například v Hradci Králové, Táboře, Zásmukách, Libici nad Cidlinou, Rychnově nad Kněžnou, Poličce či Čáslavi. Podle vlastního návrhu pak v roce 1908 realizoval stavbu továrny na kávové náhražky ve slovinské Lublani, později fungující pod jménem Kolinska. Od roku 1920 působil jako stavitel a veřejný činitel v Praze, bydlel v Pařížské ulici. Posléze byl zvolen do zastupitelstva a městské rady pražské za stranu Československé národní demokracie, kde působil v rámci stavebního a dopravního odboru. Získal si zásluhy o velkorysé a moderní řešení některých technických pražských komunikačních problémů. Působil rovněž jako předseda Pražské městské spořitelny, v té době největšího peněžního ústavu v Československu.

### Úmrtí
Čeněk Křička zemřel 14. ledna 1948 v Praze ve věku 75 let a byl pochován v rodinné hrobce na evangelickém hřbitově v Libici nad Cidlinou, postavené podle vlastního návrhu roku 1925.

## Dílo (výběr)
- Novorenesanční budova občanské záložny Legerova 68, Kolín (1895)
- Novorenesanční evangelický kostel, Libice nad Cidlinou (1896)
- Činžovní dům firmy Berger & Munk, Hradec Králové (1898)
- Vlastní rodinná vila na Závisti, Ovčárecká čp. 333, Kolín (1902)
- Východní škola, Kolín IV čp. 216 (1904), kontroverzní stavba, odborníky a veřejností kritizovaná kvůli proporcím, označovaná jako „pták s přeraženými křídly“[2]
- Hospodářská akademie, Tábor (s K. Pokorným, 1904)
- Základní škola, Zásmuky (s K. Pokorným, 1909)

## Galerie

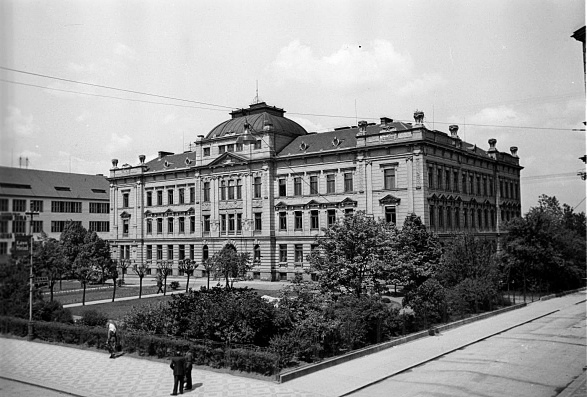
Hospodářská akademie, Tábor (s K. Pokorným, 1904)
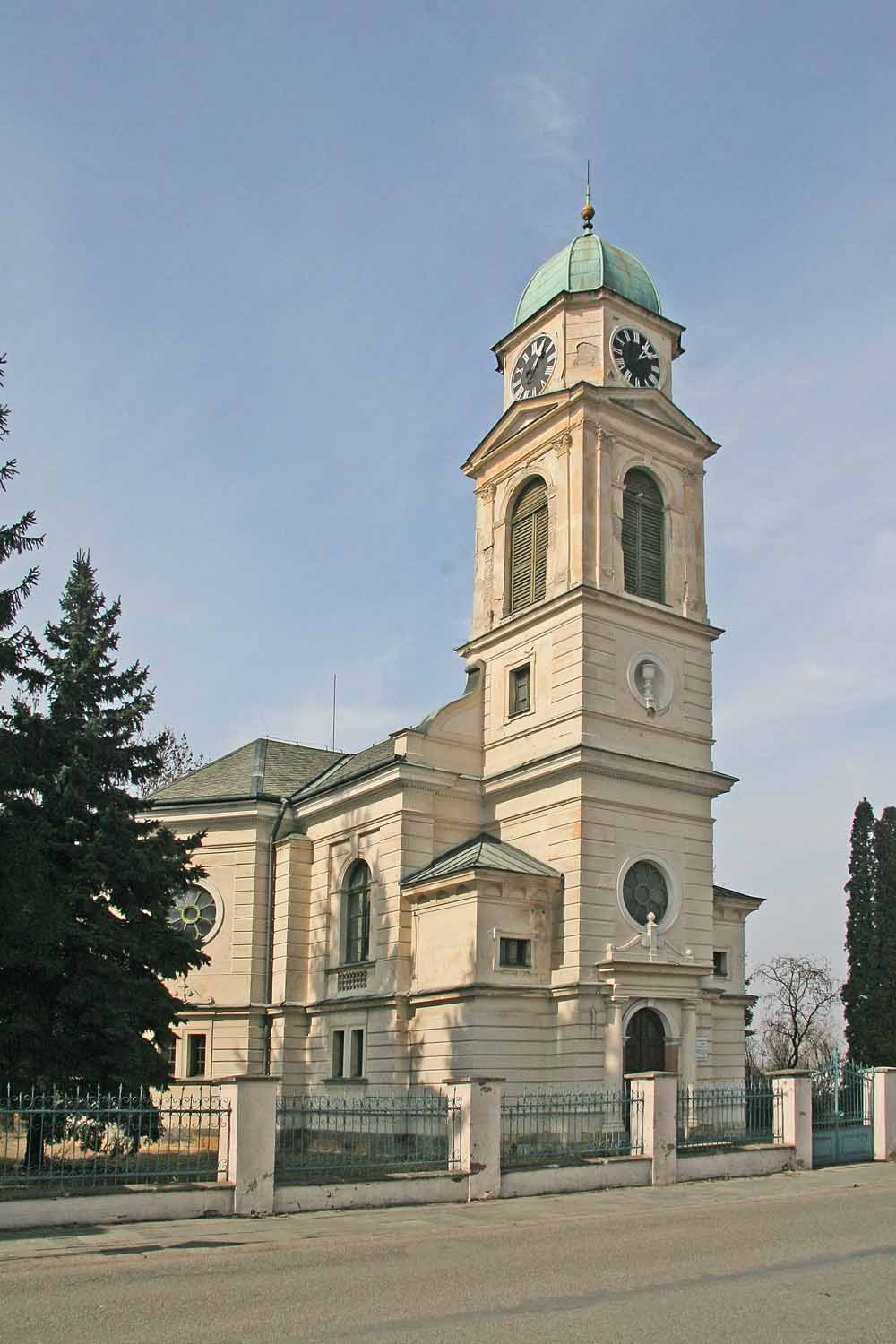
Novorenesanční evangelický kostel, Libice nad Cidlinou (1896)
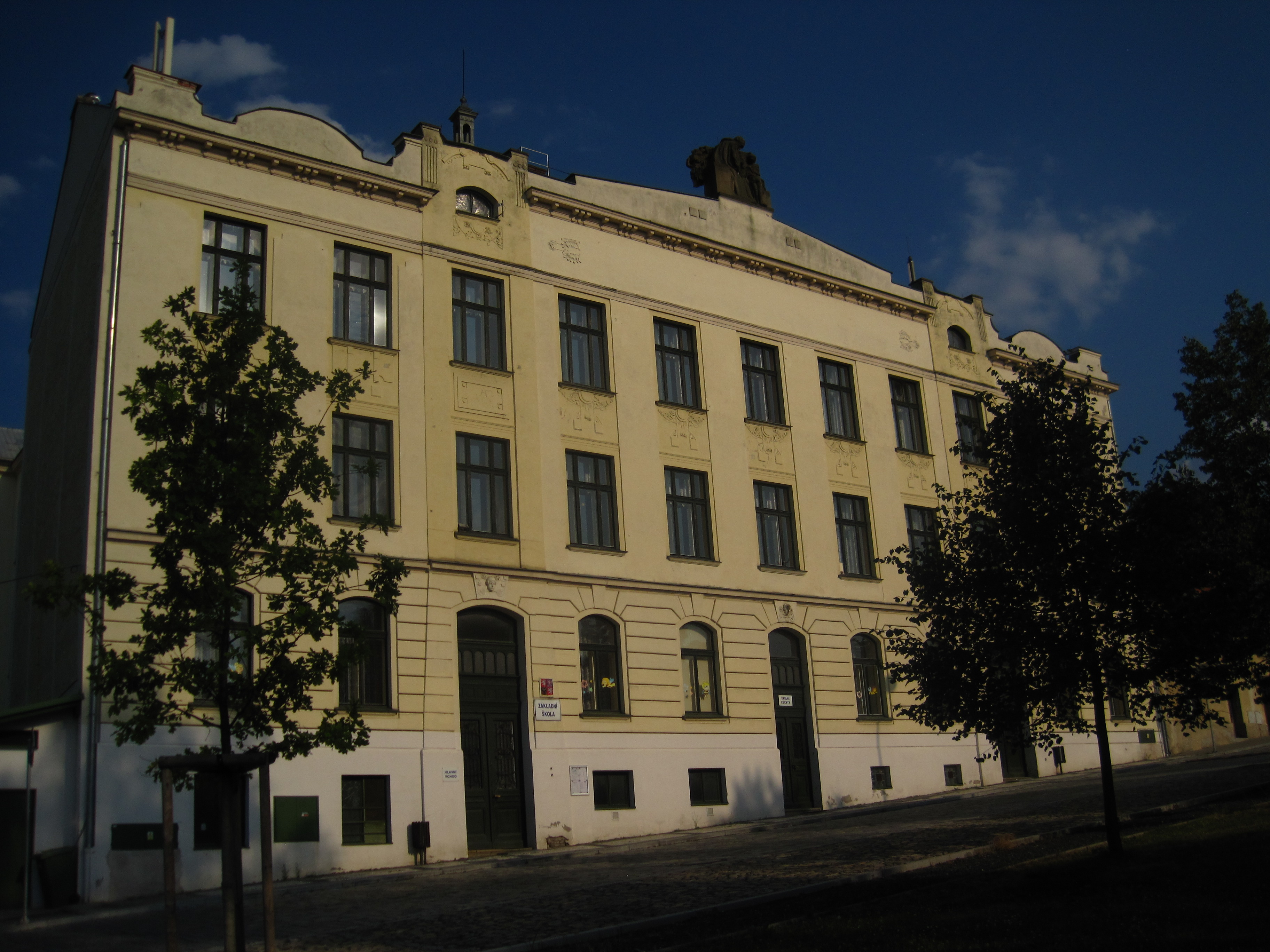
Základní škola, Zásmuky (s K. Pokorným, 1909)
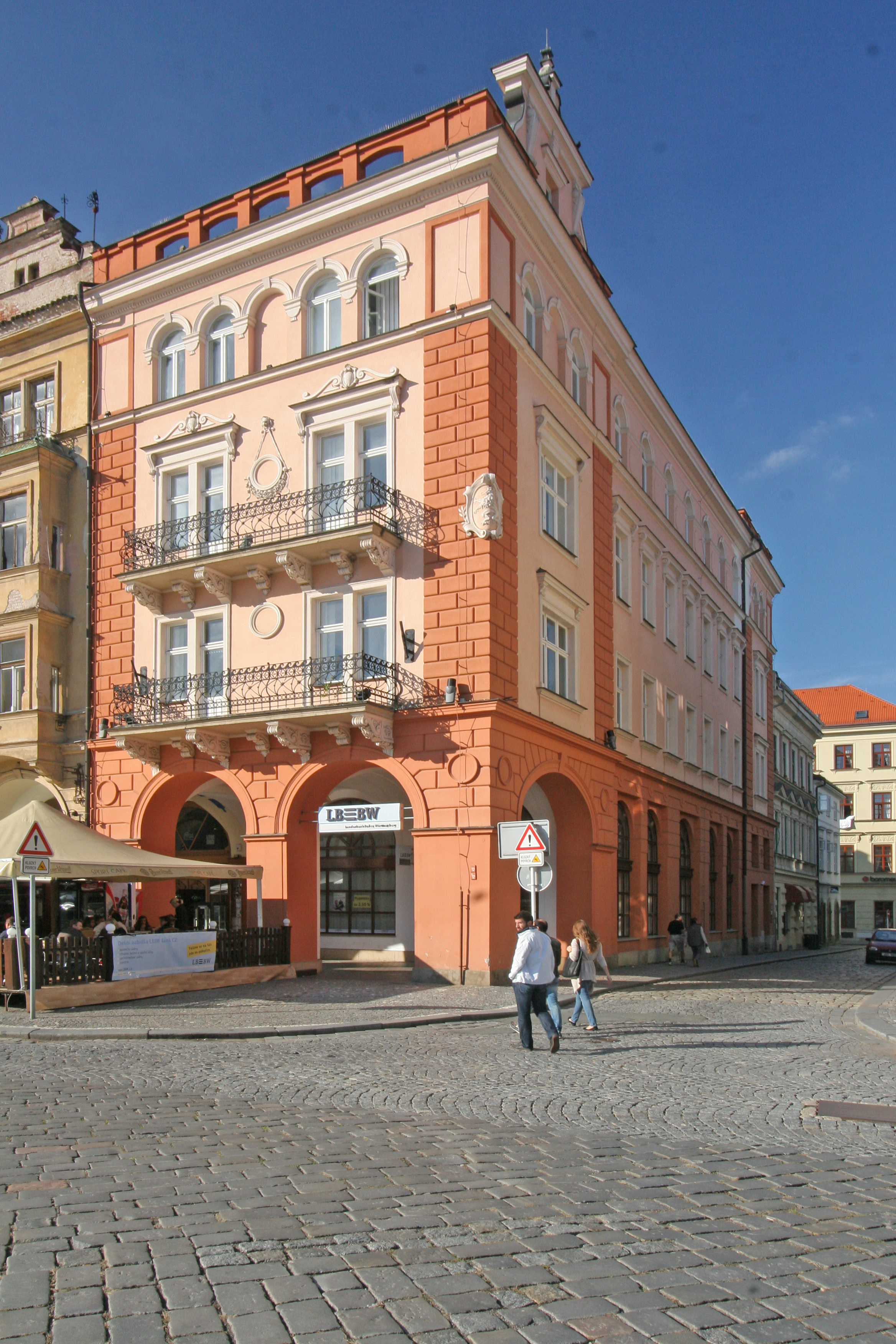
Činžovní dům firmy Berger & Munk
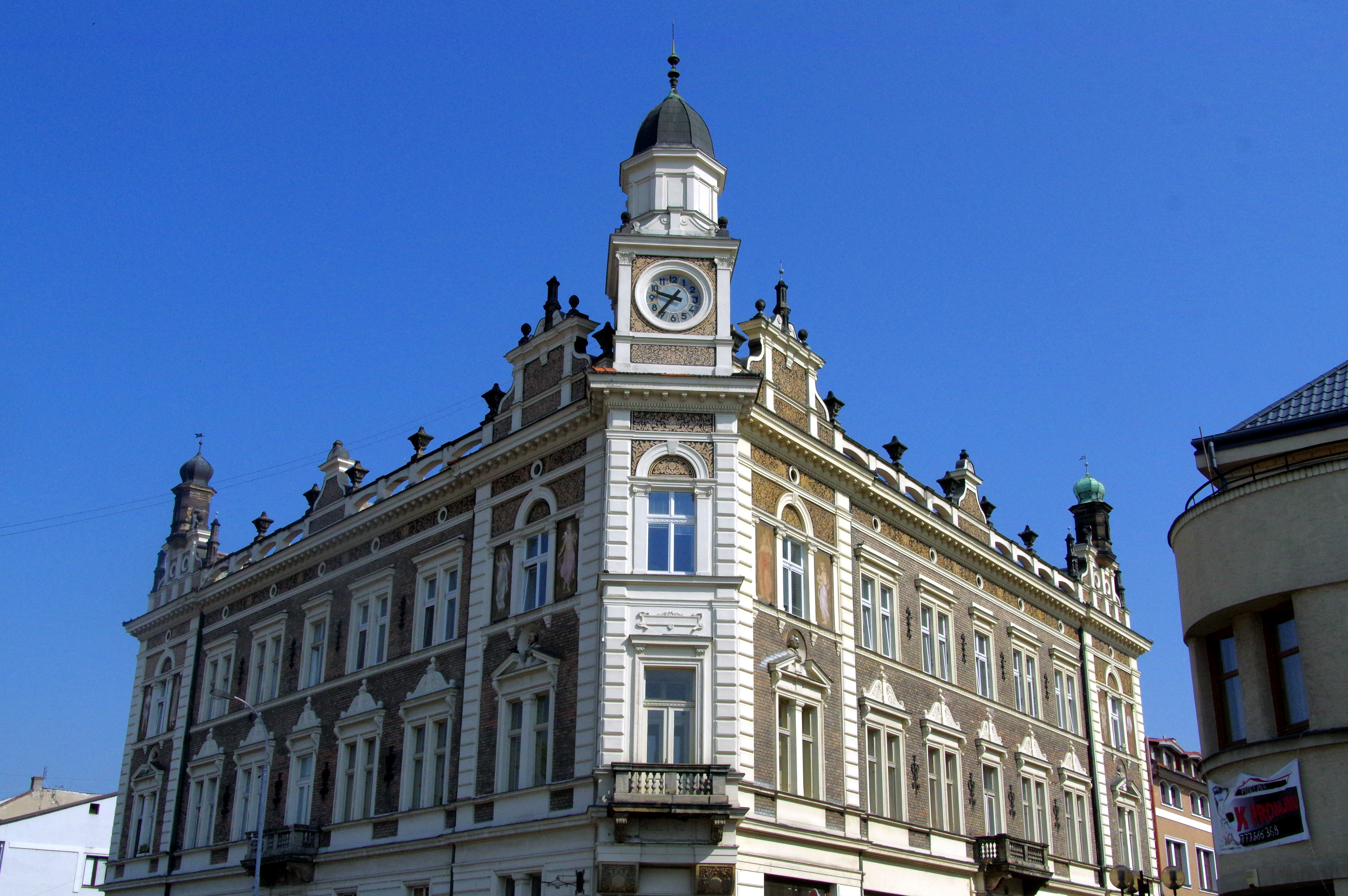
Novorenesanční budova občanské záložny Legerova 68, Kolín (1895)